# Zionistische entiteit
Zionistische entiteit (Perzisch: رژیم صهیونیستی, Arabisch: الكيان الصهيوني, geromaniseerd: al-kiyān al-ṣuhyūniyy) is een pejoratieve term die met name door Iran en de Arabische wereld wordt gebruikt om de staat Israël mee aan te duiden. De term drukt een vijandigheid uit jegens Israël en een ontkenning van het bestaansrecht van Israël als staat.
Het gebruik van de term gaat terug tot 1917, toen een prediker aan de Al-Taqwah moskee in Algerije de term gebruikte naar aanleiding van de Balfourdeclaratie. Hij voorzag dat de Balfourdeclaratie het pad zou effenen naar de oprichting van een Zionistische entiteit in 'het hart van het land van de islam'.
Tot 1967 werd de naam Israël in de pers van de Arabische wereld vrijwel niet gebruikt; tegenwoordig gebruiken media als Al Jazeera en Al-Ahram de term Israël echter wel, zowel in de Arabische versie als de Engelstalige versie de website. In het Nederlandse taalgebied werd de term Zionistische entiteit gebruikt door de Arabisch-Europese Liga en op de extreemrechtse website Stormfront. 
Naar aanleiding van de oorlog tussen Hamas en Israël en tijdens een dubbelinterview in De Morgen werd de term gehanteerd door zowel Montasser AlDe'emeh als Dyab Abou Jahjah.